# Rudnik nad Sanem
Rudnik nad Sanem is een stad in het Poolse woiwodschap Subkarpaten, gelegen in de powiat Niżański. De oppervlakte bedraagt 36,26 km², het inwonertal 6699 (2005).

## Verkeer en vervoer
- Station Rudnik nad Sanem
- Station Rudnik Stróża